# بوگانانگون
بوگانانگون (به لاتین: Boganangone) یک منطقهٔ مسکونی در جمهوری آفریقای مرکزی است که در لوبایه واقع شده‌است.